# Ichchāpuram
Ichchāpuram (teluga: ఇచ్చాపురం) är en ort i Indien.   Den ligger i distriktet Srīkākulam och delstaten Andhra Pradesh, i den sydöstra delen av landet, 1 300 km sydost om huvudstaden New Delhi. Ichchāpuram ligger 19 meter över havet och antalet invånare är 33 754.
Terrängen runt Ichchāpuram är platt. En vik av havet är nära Ichchāpuram österut.  Ichchāpuram är det största samhället i trakten. Trakten runt Ichchāpuram består till största delen av jordbruksmark.